# Kristian Birkeland

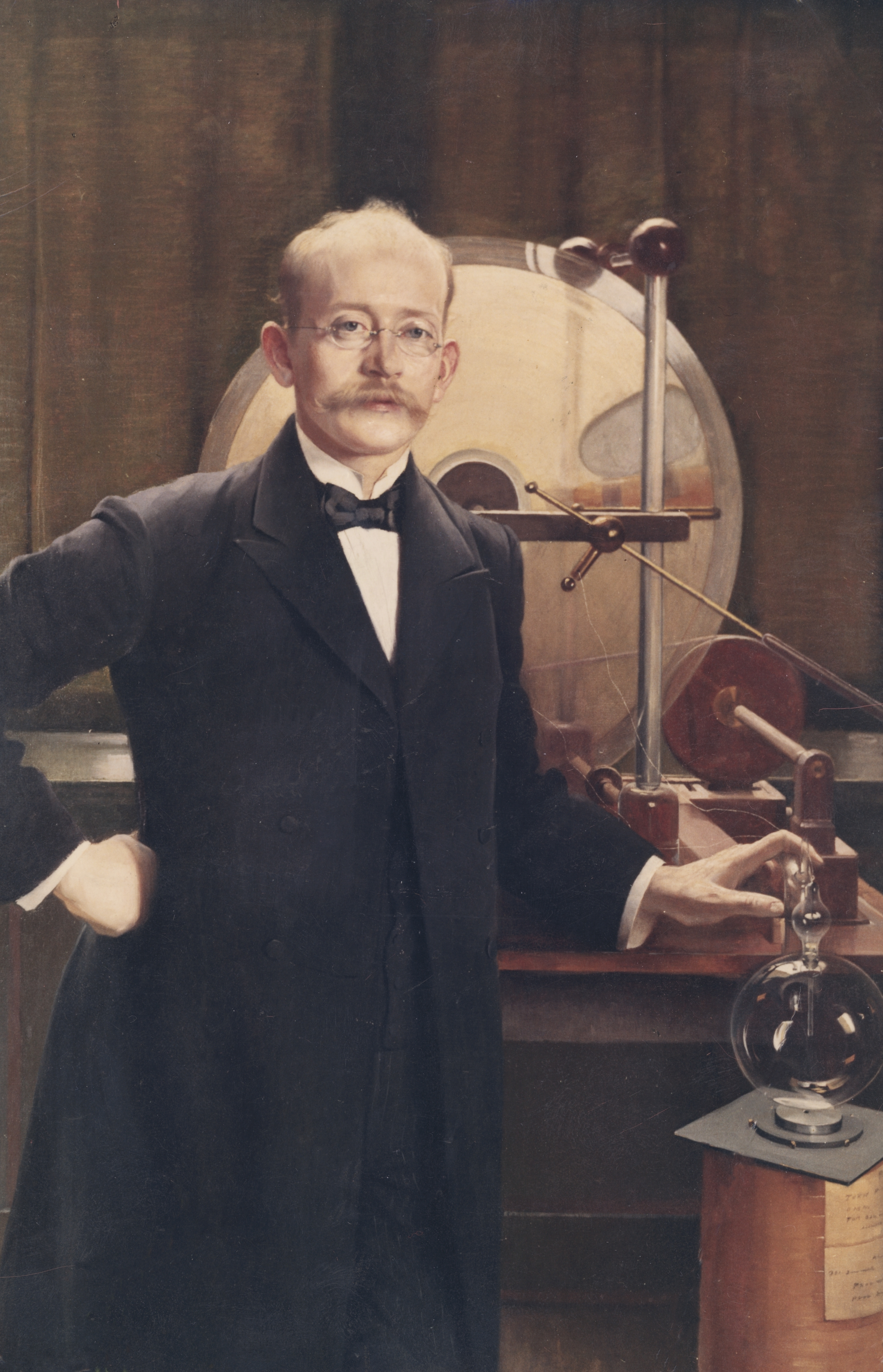
Kristian Birkeland

Kristian Olaf Birkeland (ur. 13 grudnia 1867, zm. 15 czerwca 1917) – norweski naukowiec. Zasłynął jako pierwsza osoba, której udało się wyjaśnić istotę zjawiska zorzy polarnej. Aby zdobyć pieniądze potrzebne do prowadzenia badań nad zorzą, Birkeland wynalazł działo elektromagnetyczne oraz opracował metodę pozyskiwania azotu z powietrza. Birkelanda siedmiokrotnie nominowano do Nagrody Nobla.

## Życie i śmierć
Birkeland urodził się w Christianii (dzisiejszym Oslo) jako syn Reinarta Birkelanda i Ingeborg (née Ege). Swoją pierwszą pracę naukową napisał w wieku 18 lat. Birkeland poślubił Idę Charlotte Hammer w maju 1905 roku. Nie mieli oni dzieci i ze względu na duże zaangażowanie Birkelanda w badania naukowe, rozwiedli się w roku 1911. Cierpiąc na ciężkie zaburzenia urojeniowe, związane z używaniem weronalu w roli środka nasennego, Kristian Birkeland zmarł w zagadkowych okolicznościach w pokoju hotelowym w Tokio, podczas wizyty na uniwersytecie Tokijskim. Sekcja zwłok wykazała, że w nocy poprzedzającej śmierć Birkeland przyjął 10 gramów weronalu - zamiast zalecanych przez lekarzy 0.5 g. Godzinę śmierci naukowca oszacowano na 7 nad ranem 15 czerwca 1917 roku. Niektórzy autorzy uważają, że uczony popełnił samobójstwo.

## Badania naukowe
Birkeland zorganizował kilka wypraw do regionów Norwegii leżących na dużych szerokościach geograficznych. W regionach występowania zórz polarnych założył sieć obserwatoriów, w których zbierano dane na temat pola magnetycznego. Wyniki badań norweskiej wyprawy, przeprowadzonej w latach 1899-1900 zawierały pierwsze określenie globalnego schematu prądów elektrycznych w rejonie podbiegunowym. Rezultaty osiągnięto dzięki pomiarom ziemskiego pola magnetycznego. Odkrycie promieniowania Roentgena zainspirowało Birkelanda do opracowania komór próżniowych w celu badania wpływu magnesów na promienie katodowe. Birkeland zauważył, że wiązka elektronów skierowana w stronę namagnesowanego modelu Ziemi skręcała w kierunku biegunów magnetycznych i wyzwalała emisję pierścieni świetlnych wokół biegunów magnesu. Naukowiec doszedł do wniosku, że zorza polarna może powstawać w podobny sposób. Opracował teorię, według której energetyczne elektrony miały być wyrzucane z plam na powierzchni Słońca. Następnie miały się one kierować w stronę Ziemi, a tor ich ruchu miał być zakrzywiany w kierunku regionów podbiegunowych przez ziemskie pole magnetyczne. W tych regionach promienie świetlne miały wytwarzać zjawisko zorzy.
Birkeland zaproponował w swojej książce The Norwegian Aurora Polaris Expedition 1902-1903, że polarne prądy elektryczne, dzisiaj znane jako zorzowe elektrodżety, są połączone z układem prądów płynących wzdłuż linii geomagnetycznych w stronę obszarów polarnych i z powrotem. Prądy takie są dziś nazywane prądami Birkelanda na jego cześć. Zamieścił w swojej książce diagram prądów przyległych do pola, który został zreprodukowany na odwrocie banknotu 200 koron norweskich. Jego książka o ekspedycji z lat 1902-1903 zawiera też rozdziały o magnetycznych burzach na Ziemi i ich powiązaniach ze Słońcem, o powstaniu Słońca jako takiego, o komecie Halleya i pierścieniach Saturna. Zaproponowana przez Birkelanda wizja prądów związanych z polem magnetycznym stanowiła źródło kontrowersji, które panowały w świecie naukowym przez ćwierć wieku, jako że istnienie tych prądów nie mogło być potwierdzone wyłącznie za pośrednictwem pomiarów prowadzonych z Ziemi.
Rozmiar przedsięwzięcia naukowego Birkelanda był tak duży, że jego finansowanie stało się poważnym problemem. Doszedłszy do wniosku, że wynalazek techniczny mógłby mu zapewnić bogactwo, Birkeland skonstruował działo elektromagnetyczne i z pomocą kilku inwestorów założył firmę, produkującą broń palną. Broń elektromagnetyczna okazała się skuteczna. Nie podjęto jednak produkcji modeli o wysokich prędkościach (ok. 600 m/s), które proponował Birkeland. Największa prędkość, jaką udało się uzyskać z największej maszyny, wynosiła 100 m/s i odpowiadała niezbyt zadowalającemu zasięgowi pocisku - 1 km. Birkeland przemianował swój wynalazek na torpedę powietrzną i zorganizował pokaz, z zamiarem sprzedaży firmy. Podczas pokazu, w jednej ze zwojnic nastąpiło zwarcie, którego efektem był efektowny łuk indukcyjny, z towarzyszącym hukiem, płomieniem i dymem. Była to zarazem pierwsza awaria wyrzutni skonstruowanej przez Birkelanda. Mogła być ona łatwo naprawiona.
Jednak wkrótce los sprawił, że Birkeland poznał inżyniera Sama Eyde. Podczas uroczystego obiadu Eyde powiedział naukowcowi o zapotrzebowaniu przemysłu na sztuczne wytwarzanie możliwie jak najmocniejszej błyskawicy w celu produkcji nawozów sztucznych (wiązanie azotu z powietrza). Birkeland opowiedział inżynierowi o swoich pracach. Zaniechał zamiaru sprzedaży firmy zbrojeniowej. Współpracował z Eyde'm do chwili, gdy udało się Birkelandowi skonstruować urządzenie do wytwarzania łuków plazmowych, niezbędnych przy wiązaniu azotu z powietrza. Birkeland opracował prototyp urządzenia, którego masowa produkcja stała się opłacalna. Birkeland i Eyde utworzyli firmę Norsk Hydro, która w dużym stopniu wpłynęła na poprawę sytuacji ekonomicznej Norwegii. Dzięki nowej działalności Birkelandowi udało się zgromadzić kwoty wystarczające do pokrycia kosztów jego badań naukowych.
Fakt, że Birkeland został partnerem Eyde'a w interesach zdaje się być jedną z przyczyn bezowocnych nominacji naukowca do Nagrody Nobla. Eyde pragnął być nominowany razem z Birkelandem. Niemniej jednak Nagrodą Nobla honoruje się twórców pomysłów, a nie autorów ich komercyjnych zastosowań. W tej sytuacji przyznanie nagrody Birkelandowi stałoby się kwestią sporną. W dodatku stosunki pomiędzy Szwecją a Norwegią były wówczas napięte, co razem zaowocowało przyznaniem Nagrody Nobla przez komitet komuś innemu.
W roku 1913 Birkeland prawdopodobnie jako pierwsza osoba na świecie przewidział, że plazma jest powszechną we wszechświecie formą materii. Napisał:
"Wydaje się być naturalnym następstwem naszego punktu widzenia przypuszczenie, że cała przestrzeń kosmiczna jest wypełniona elektronami oraz swobodnie poruszającymi się jonami wszelkiego rodzaju. Pozwoliliśmy sobie założyć, że każdy układ gwiezdny w trakcie swojego rozwoju wyrzuca w przestrzeń cząsteczki naładowane elektrycznie. Nie wydaje się zatem nierozsądną myśl, że większość masy materii we wszechświecie znajduje się nie w układach planetarnych ani mgławicach, lecz w "pustej" przestrzeni."
W roku 1916 Birkeland został prawdopodobnie pierwszą osobą, której udało się przewidzieć, że wiatr słoneczny zachowuje się tak, jak wszystkie cząstki obdarzone ładunkiem zachowują się w polu elektrycznym:
"Z fizycznego punktu widzenia jest najbardziej prawdopodobnie, że promienie słoneczne nie składają się wyłącznie z ujemnych bądź dodatnich ładunków, ale z obydwu rodzajów". Innymi słowy, wiatr słoneczny składa się zarówno z ujemnie naładowanych elektronów, jak i kationów.

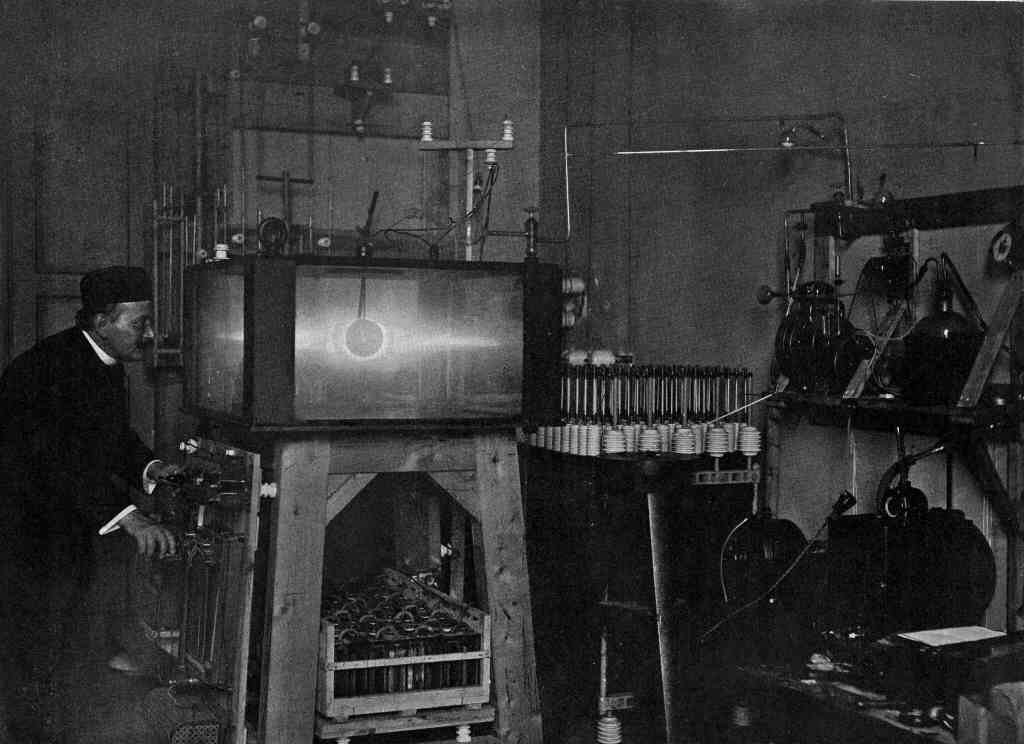
Kristian Birkeland i jego terrella podczas eksperymentu

Dowodów potwierdzających hipotezę Birkelanda mogły dostarczyć jedynie obserwacje, przeprowadzone ponad jonosferą za pomocą satelitów. Magnetometr, zamieszczony na pokładzie amerykańskiego wojskowego satelity nawigacyjnego, uruchomionego w roku 1963, odnotował zaburzenia pola magnetycznego, początkowo uważane za fale hydromagnetyczne. Wkrótce jednak okazało się, że są one spowodowane przez tzw. prądy Birkelanda. Pierwsza dokładna mapa statystycznego rozmieszczenia prądów Birkelanda w ziemskim obszarze okołobiegunowym została opracowana w 1974 roku przez A.J. Zmudę i J.C. Armstronga, oraz została zrewidowana w 1976 przez T. Iijima i T.A. Potemra.
Pomimo potwierdzenia i powszechnego zaakceptowania teorii Birkelanda dotyczącej przyczyny i mechanizmów działania zorzy polarnej, część jego popartych eksperymentami hipotez nie znalazła uznania do dzisiaj. Dotyczy to między innymi elektrycznej natury Słońca, komet i pierścieni planetarnych. Birkelandowi udało się przy pomocy swojej terrelli odtworzyć strukturę fotosfery, a także plamy słoneczne i koronę. Mimo to obecnie zaakceptowana teoria dt Słońca zakłada, że głównym czynnikiem mającym wpływ na zjawiska słoneczne jest spowodowana grawitacyjnym kolapsem fuzja nuklearna w jego jądrze oraz procesy termodynamiczne.